# Chyšcha
Chyšcha nebo Chyšharypš nebo Bagnari (abchazsky Хышәҳарыԥшь nebo Хышәҳа, rusky Хышхарыпш nebo Хышха nebo Багнари, gruzínsky ბაღნარი – Bagnari) je vesnice v Abcházii v Okresu Gagra. Leží přibližně 18  km severozápadně od okresního města Gagra a 12 km od hranic s Ruskem. Obec sousedí na západě s Mahadyrem a na jihu s Hašupsy. Ze severu a z východu je obec obklopena těžko prostupnými horami Gagerského hřbetu. Obec se rozkládá na pravém břehu řeky Hašupsy.

## Vesnický okrsek Chyšharypš
Chyšcha je vesnické správní centrum s oficiálním názvem Vesnický okrsek Chyšharypš (rusky Хышхарыпшская сельская администрация, abchazsky Хышәҳарыԥшь ақыҭа ахадара). Za časů Sovětského svazu se okrsek jmenoval Bagnarský selsovět (Багнарский сельсовет). Součástí vesnického okrsku Chyšharypš jsou následující části:

Vesnický okrsek Chyšharypš

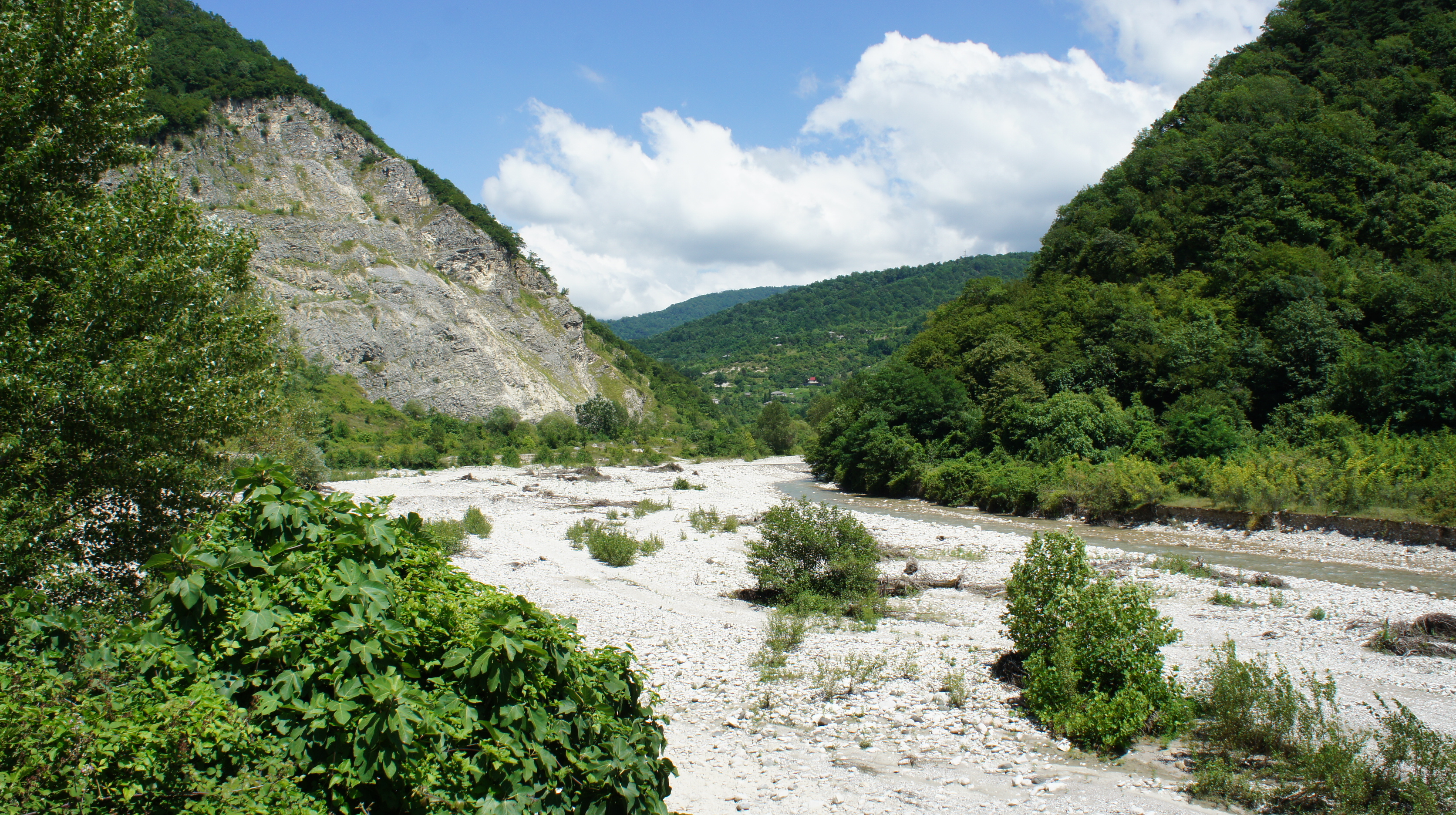
Pohled na údolí řeky Hašupsy nedaleko vísky Ačmarda

- Chyšcha / Chyšharypš (Хышәҳа / Хышәҳарыԥшь)
- Agkva (Агкқәа) – do 1992 Mendělejevo (Менделеево, gruzínsky მენდელეევო)
- Amgvašchuca (Амгәашхәҵа) – do 1948 arménsky Manakluk (Манаклук), od 1948 gruzínsky Kldekari (კლდეკარი)
- Ačmarda (Аҽмарда) – gruzínsky აჩმარდა
- Čigurcha (Чыгәрха) – do 1948 rusky Věrchně-Kovalevskoje (Верхне-Ковалевское), od 1948 do 1992 gruzínsky Veli (ველი)

## Historie
Dle písemných pramenů ze 30. let 19. století zde existovala abchazská obec Chyšchorypš (gruzínsky ხისხორიფშ). V 70. letech 19. století však byla opuštěna mahadžiry (uprchlíky) následkem Kavkazské války a přejmenována na Christoporov (Христопоров). 
V roce 1897 prázdnou vesnici osídlili Arméni původem ze Samsunu z tehdejší Osmanské říše. Noví obyvatelé se věnovali zemědělství, včetně pěstování kukuřice, zeleniny, tabáku, ovocných stromů. Dále se zabývali chovem drůbeže a výrobou hedvábí. Za sovětských časů počet obyvatel strmě narostl. V roce 1948 došlo k další změně názvu, a to na gruzínské Bagnari, což doslova znamená "zahradní místo". Do Bagnarského selsovětu bylo v té době přičleněno Veli (někdejší Horní Kovalevskoje), jež bylo odtrženo od sousedního Chašupského selsovětu. V obci vznikly základní a střední škola, knihovna, zdravotní středisko, pila na zpracování dřeva a mlýn. Do konce 80. let však počet obyvatel pozvolna klesl na zhruba dvě pětiny stavu na konci 50. let. Ves Amgvašchuca, jež se nachází v kopcích 800 metrů nad mořem na svahu hory Monachluk, byla dokonce zcela opuštěna a v současnosti je celé toto území zarostlé neprostupným lesem.
Obec byla v průběhu války v Abcházii po bitvě o Gagru roku 1992 přejmenována separatisty na Chyšcha, avšak název Bagnari je nadále užíván gruzínskými úřady, které považují Abcházii za své území. Později se v Abcházii ujal pojem Chyšharypš, jenž se nejvíce podobá původnímu názvu obce.

## Obyvatelstvo
Dle nejnovějšího sčítání lidu z roku 2011 je počet obyvatel vesnického okrsku 334 a jejich složení je následovné:
- 297 Arménů (88,9 %)
- 26 Rusů (7,8 %)
- 11 příslušníků ostatních národností (3,3 %)

V roce 1989, před válkou v Abcházii žilo v Bagnari 320 obyvatel, v celém Bagnarském selsovětu 642 obyvatel.
V roce 1959 žilo v tomto selsovětu 1450 obyvatel.